# 松田武 (歴史学者)
松田 武（まつだ たけし、1945年7月25日 - ）は、日本の歴史学者。専門は、アメリカ外交史。大阪大学名誉教授 。
兵庫県姫路市生まれ。大阪外国語大学およびウィスコンシン大学マディソン校卒業。京都大学大学院文学研究科修士課程を経て、ウィスコンシン大学マディソン校で博士号取得。大阪外国語大学外国語学部教授、大阪大学大学院国際公共政策研究科教授（2007年10月～）を経て、京都外国語大学・京都外国語短期大学 学長。

## 著書

### 単著
- 『このままでよいのか日米関係――近未来のアメリカ＝東アジア関係史』（東京創元社, 1997年）
- Soft Power and Its Perils: U.S. Cultural Policy in Early Postwar Japan and Permanent Dependency, (Stanford University Press, 2007).

『戦後日本におけるアメリカのソフト・パワー――半永久的依存の起源』（岩波書店, 2008年）
- 『地球人として誇れる日本をめざして: 日米関係からの洞察と提言』大阪大学出版会（2010年）
- 『対米依存の起源――アメリカのソフト・パワー戦略』（岩波書店, 2015年）

### 編著
- The Age of Creolization in the Pacific: In Search of Emerging Cultures and Shared Values in the Japan-America Borderlands, (Keisuisha, 2001).
- 『現代アメリカの外交――歴史的展開と地域との諸関係』（ミネルヴァ書房, 2005年）

### 共編著
- （阿河雄二郎）『近代世界システムの歴史的構図』（渓水社, 1993年）
- （秋田茂）『ヘゲモニー国家と世界システム――20世紀をふりかえって』（山川出版社, 2002年）

### 訳書
- アレン・M・ポッター、ピーター・フォザリンガム、ジェイムズ・G・ケラス『アメリカの政治』（東京創元社, 1988年）
- ウィリアム・A・ウィリアムズ『アメリカ外交の悲劇』（御茶の水書房, 1991年）
- トマス・J・マコーミック『パクス・アメリカーナの50年――世界システムの中の現代アメリカ外交』（東京創元社, 1992年／新版, 1999年）
- ハワード・H・ペッカム『アメリカ独立戦争――知られざる戦い』（彩流社, 2002年）
- ロイド・ガードナー, マリリン・ヤング編『アメリカ帝国とは何か――21世紀世界秩序の行方』（ミネルヴァ書房, 2008年）